# Śluzy Janowice
Śluzy Janowice – dwie śluzy wodne zlokalizowane w 232,40 km biegu Odry, w ramach Stopnia Wodnego Janowice. Śluzy Janowice są śluzami komorowymi, pociągowymi, położonymi na Odrzańskiej Drodze Wodnej, stanowiącej europejski szlak wodny – trasa E-30. 

## Położenie
Śluzy Janowice są położone na skanalizowanym odcinku Odry, w przekopanym kanale skracającym – Kanale Janowickim. Poprzednią śluzą na śródlądowym szlaku wodnym jest Śluza Ratowice położona w odległości 4,6 km, a następnymi są śluzy Bartoszowicko-Opatowickiego Węzła Wodnego: Śluza Bartoszowice położona w odległości 8,7 km (na Głównej Drodze Wodnej we Wrocławiu) oraz Śluza Opatowice położona w odległości 8,4 km (na szlaku bocznym) od Śluz Janowice.

## Parametry
Wymiary śluz są następujące:
- śluza Janowice I: 187,8 × 9,6 m[c],
- śluza Janowice II: 225,0 × 12,0 m[d],

Spad wynosi 3,4 m. Zamknięcia stanowią wrota wsporne. 
Pomiędzy obiema śluzami położonymi równolegle do siebie, zlokalizowany jest budynek z dyspozytornią śluz. Ponadto nad kanałami wejściowymi do śluz, w rejonie ich głów dolnych, przerzucona jest przeprawa: most wieloprzęsłowy obejmujący kanały (dwa kanały żeglugowe dwóch śluz oraz trzeci kanał Elektrowni Wodnej Janowice) i przęsła nad groblą rozdzielającą śluzy. 

## Historia
Śluza Janowice I wybudowana została w latach 1912–1916, natomiast Janowice II w roku 1940. Po powodzi tysiąclecia z lipca 1997 roku Śluza Janowice I została wyłączona z eksploatacji; niezbędne jest przeprowadzenie remontu tego obiektu.